# Listă de politicieni francezi implicați în scandaluri publice
Aceasta este o listă de politicieni francezi implicați în scandaluri publice:

## Președinți
- Jacques Chirac, condamnat în 2011 la doi ani de închisoare cu suspendare pentru "conflict de interese", "deturnare de fonduri publice" și "abuz de încredere", într-un dosar privind locuri de muncă fictive la Primăria Parisului.[1][2][3]

## Prim-miniștri
- Alain Juppé, condamnat în 2004 la 18 luni de închisoare cu suspendare; Juppe a fost gasit vinovat că în perioada 1983-1995, în calitate de adjunct al Primăriei din Paris a angajat fictiv șapte persoane.[4][5][6]

## Miniștri
- Dominique Strauss-Kahn, fost ministru al economiei, acuzat în 2011 că ar fi agresat-o sexual pe o cameristă de la Hotelul Sofitel din New York, achitat în acest caz,[7][8]pus sub acuzare în Franța în 2012 pentru proxenetism.[9][10]

- Christine Lagarde, fost ministru al economiei, a fost pusă sub acuzare în 2014 pentru neglijență în serviciu de justiția franceză, într-un scandal de corupție legat de despăgubirile acordate de statul francez omului de afaceri Bernard Tapie.[11][12][13]

- Éric Woerth, ministru al bugetului, acuzat de corupție în două dosare celebre: Bettencourt și Peugeot.[14]

- Jerome Cahuzac⁠(en)[traduceți], ministru al bugetului, a fost pus sub acuzare în 2013 pentru fraudă fiscală după ce a recunoscut că deține un cont în străinătate.[15]

- Roland Dumas⁠(en)[traduceți], ministru de externe, cercetat penal pentru complicitate și tăinuire în abuzul de bunuri sociale în legatură cu „afacerea Elf”.[16]

## Senatori
- Alain Joyandet⁠(en)[traduceți], acuzat în 2010 că a măsluit evaluarea suprafaței construite a casei sale de vacanță, de lângă Saint-Tropez, pentru a obține, ilegal, autorizația de extindere a acesteia.[14]